# KING OF ROCK SHOW of 88'S-89'S TURNING PROCESS
『KING OF ROCK SHOW of 88'S-89'S TURNING PROCESS』（キング・オブ・ロック・ショー・オブ・エイティエイトズ-エイティナインズ・ターニング・プロセス）は、日本のミュージシャンである氷室京介の初のライブ・ビデオ。1989年6月28日にVHSとLDで発売され、2009年3月18日にはDVDで再発売された。

## 解説
- BOØWY解散後に氷室京介が発売したソロでのファーストアルバム『FLOWERS for ALGERNON』（1988年）を引っ提げたライブツアー「KING OF ROCK SHOW "FLOWERS for ALGERNON"」の中から、1989年1月3、4日（最終日）の東京ドームでのライブを収録している[2]（実際には、氷室のソロデビュー・ライブツアーである「KING OF ROCK SHOW "DON'T KNOCK THE ROCK"」からも2曲収録されている）。
- この頃はアルバムが『FLOWERS for ALGERNON』一枚しか出していないのでBOØWY時代の曲を2曲収録している（最初のツアーのセットリストは、演奏曲の約半分がBOØWY時代の曲と吉田拓郎、ビートルズ、デヴィッド・ボウイ等のカバー曲で占められていた）。

## 収録曲

### OPENING ACT
1. 独りファシズム
  - 作詞：泉谷しげる / 作曲：氷室京介 / 編曲：吉田建、氷室京介

### INTERVIEW ACT
1. STRANGER
  - 作詞・作曲：氷室京介 / 編曲：吉田建、氷室京介
2. SHADOW BOXER
  - 作詞：氷室京介、松井五郎 / 作曲：氷室京介 / 編曲：吉田建、氷室京介
3. LOVE & GAME
  - 作詞・作曲：氷室京介 / 編曲：吉田建、氷室京介
4. たどりついたらいつも雨ふり
  - 作詞・作曲：吉田拓郎 / 編曲：吉田建

ザ・モップスのシングル曲（1972年）のカバー。1988年に行われたライブツアー「KING OF ROCK SHOW "DON'T KNOCK THE ROCK"」からのライブ・トラック。2枚目のシングル「DEAR ALGERNON」（1988年）収録の同楽曲とは同じ音源である。
5. ALISON
  - 作詞：氷室京介、松井五郎 / 作曲：氷室京介 / 編曲：吉田建、氷室京介

ライブツアー「KING OF ROCK SHOW "DON'T KNOCK THE ROCK"」からのライブ・トラック。アンコールで演奏されていたものを収録している。

### TOKYO DOME SUPER LIVE ACT
ライブツアー「KING OF ROCK SHOW "FLOWERS for ALGERNON"」から、1989年1月3〜4日、東京ドーム公演からのライブ映像が収録されている。
1. SEX & CLASH & ROCK'N' ROLL
  - 作詞：氷室京介、松井五郎 / 作曲：氷室京介 / 編曲：吉田建、氷室京介
2. SHADOW BOXER
  - 作詞：氷室京介、松井五郎 / 作曲：氷室京介 / 編曲：吉田建、氷室京介
3. LOVE & GAME
  - 作詞・作曲：氷室京介 / 編曲：吉田建、氷室京介
4. STRANGER
  - 作詞・作曲：氷室京介 / 編曲：吉田建、氷室京介
5. ALISON
6. COME TOGETHER
  - 作詞・作曲：レノン＝マッカートニー

ビートルズのシングル曲（1969年）のカバー。
7. ROXY
  - 作詞：氷室京介 / 作曲：氷室京介、吉田建 / 編曲：吉田建、氷室京介
8. IMAGE DOWN
  - 作詞：氷室京介 / 作曲・編曲：布袋寅泰
9. TO THE HIGHWAY
  - 作詞：氷室京介、松井五郎／作曲：氷室京介／編曲：布袋寅泰
10. TASTE OF MONEY
  - 作詞：氷室京介 / 作曲：氷室京介、吉田建 / 編曲：吉田建、氷室京介
11. ANGEL
  - 作詞・作曲：氷室京介 / 編曲：吉田建、氷室京介
12. DEAR ALGERNON
  - 作詞・作曲：氷室京介 / 編曲：吉田建、氷室京介

### SPEC OF "KING OF ROCK SHOW"
1. 独りファシズム

## 参加ミュージシャン
- 氷室京介 - ボーカル
- 吉田建 - ベース
- 西平彰 - キーボード
- 永井利光 - ドラムス
- 友森昭一 - ギター
- 宍倉州吾 (JETZT) - ギター
- チャーリー・セクストン - ギター
- テディー壇 - ダンス
- 松下昌弘 - ダンス
- 平澤智 - ダンス